# Bulibuli

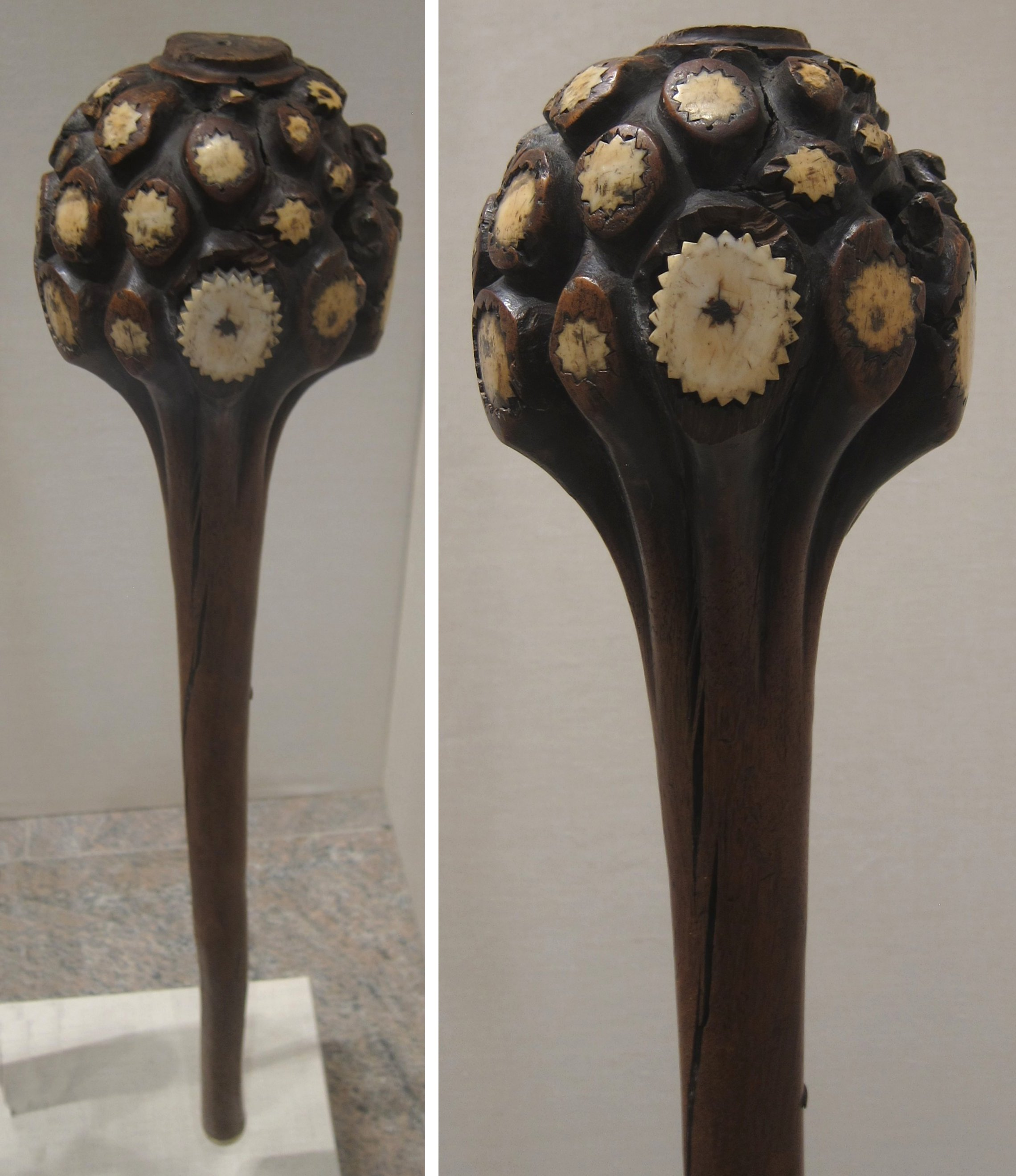
Bulibuli del, en el Museo Metropolitano de Arte

El bulibuli o vunikau bulibuli es una maza de guerra de Fiyi.

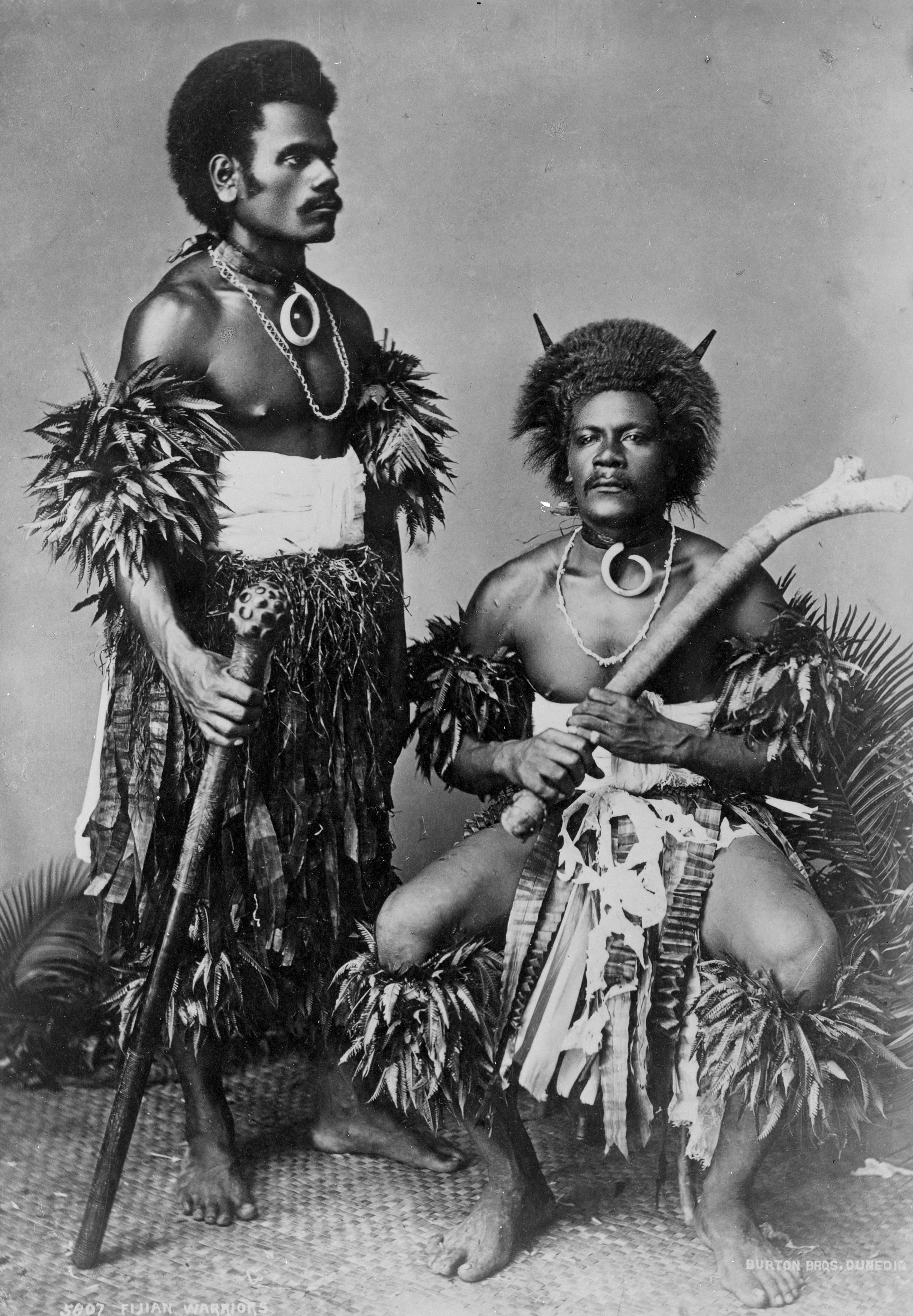
Guerreros de Fiji (el de la izquierda sostiene un bulibuli)

El bulibuli tiene un mango recto y bastante largo (a diferencia del Ula bulibuli) y una cabeza de percusión redondeada. En su extremo, la cabeza de percusión es redondeada y está provista de protuberancias redondas, similares a botones, destinadas a reforzar el efecto de percusión. Los bulibulis pueden estar decorados con incrustaciones (como conchas, etc.).